# Am Erker
Am Erker ist eine deutschsprachige Literaturzeitschrift, die 1977 von Joachim Feldmann und Michael Kofort gegründet wurde. Sie erscheint halbjährlich im Daedalus Verlag, Münster.
Die Zeitschrift stellt vor allem Kurzprosa deutschsprachiger Autoren vor, ferner werden literarische Essays, Kolumnen, Rezensionen und Cartoons veröffentlicht.
Im Jahr 1998 erhielt die Zeitschrift den Calwer Hermann-Hesse-Preis für Literaturzeitschriften und in den Jahren 2005, 2007, 2009, 2011, 2014, 2018 und 2023 Förderungen des Deutschen Literaturfonds.

## Autoren
In dieser Zeitschrift erschienen Erstveröffentlichungen u. a. von:
- Karlheinz Barwasser
- Marc Degens
- Tanja Dückers
- Martin Ebbertz
- Wilhelm Genazino
- Franziska Gerstenberg
- Thomas Glatz
- Dieter M. Gräf
- Thomas Frahm
- Frederike Frei
- Marion Gay
- Henning Heske
- Ludwig Homann
- Marcus Jensen
- Hartmut Kasper
- Georg Klein
- Marjaleena Lembcke
- Markus Orths
- Silke Andrea Schuemmer
- Burkhard Spinnen
- Ralf Thenior
- Aglaja Veteranyi
- David Wagner
- Ror Wolf
- Peter-Paul Zahl